# Сужарганська сільська адміністрація
Сужарга́нська сільська адміністрація (каз. Сужарған ауылдық әкімдігі, рос. Сужарганская сельская администрация) — адміністративна одиниця у складі Джангельдинського району Костанайської області Казахстану. Адміністративний центр та єдиний населений пункт — село Сужарган.
Населення — 404 особи (2021; 509 у 2009, 764 у 1999, 1223 у 1989).
Станом на 1989 рік існувала Річна сільська рада (села Байтемір, Сужарган, Туз, Шубалан), з 1993 року — Сужарганський сільський округ. Село Байтемір було ліквідоване 2007 року, тоді ж сільський округ перетворено в сільську адміністрацію.

## Склад
До складу адміністрації входять такі населені пункти:
| Населений пункт | Старі назви | Населення, осіб (1989) | Населення, осіб (1999) | Населення, осіб (2009) | Населення, осіб (2021) |
| --------------- | ----------- | ---------------------- | ---------------------- | ---------------------- | ---------------------- |
| Байтемір, село  | -           | 170                    | 71                     | -                      | -                      |
| Сужарган, село  | -           | 672                    | 693                    | 509                    | 404                    |
| Туз, село       | -           | 275                    | -                      | -                      | -                      |
| Шубалан, село   | -           | 106                    | -                      | -                      | -                      |